# Rated R (альбом Рианны)
Rated R — четвёртый студийный альбом певицы Рианны, вышедший в 23 ноября 2009 года. Первый сингл из этого альбома, «Russian Roulette», автором которого стал Ne-Yo и сама Рианна, вышел 20 октября 2009 года.
Альбом получил в целом положительные оценки критиков, которые высоко оценили отход Рианны от ее старого образа. В США альбом дебютировал под номером 4 в чарте Billboard 200, с продажами в 181 000 копий в первую неделю. Альбом также занял первое место в чартах 12 стран.
В поддержку альбома было выпущено 6 синглов. Песня «Russian Roulette» стала первым и главным синглом из альбома. Самым успешным синглом из альбома стала песня «Rude Boy», которая 5 недель провела на первом месте американского чарта Billboard Hot 100. Песня «Hard» была выпущена вторым синглом из альбома. Композиция пользовалась успехом, и достигла 8 строчки в США. Синглы «Wait Your Turn» и «Rockstar 101» пользовались умеренным успехом, сингл «Te Amo», был выпущен в Европе последним синглом из альбома.

## Об альбоме

### Предыстория создания
Рианна начала работу над альбомом в марте 2009 года, уже после того, как в феврале её во время ссоры избил Крис Браун, с которым она встречалась. В результате инцидента Рианне потребовалась медицинская помощь, а Крис Браун был осужден. Судья назначил ему испытательный срок в пять лет, год консультацией у психолога и полгода общественных работ, одновременно запретив приближаться к Рианне на расстояние ближе 100 ярдов в течение 5 лет.
После этого случая, Рианна немного изменила свой стиль - перекрасила кончики волос в белый цвет, и стала вести себя еще более дерзко. Именно это ознаменовало начало записи нового, еще более свободного и дерзкого, в сравнении с альбомом Good Girl Gone Bad материала.

#### Композиции
Несмотря на то, что альбом позиционируется, как дерзкий, резкий и жесткий, большая часть песен (такие как «Stupid in Love», «Fire Bomb», «Cold Case Love») это баллады, в которой Рианна поет о разрушенной и подавленной любви. Однако в альбоме немалую часть занимают «бешеные» треки, такие как «Hard», «Rockstar 101», «G4L» и другие.
В альбоме присутствуют дуэты с рэперами Young Jeezy, will.i.am и гитаристом Slash. Также единственный бонус-трек для альбома «Hole in My Head», содержит в себе вокал американского певца Джастина Тимберлейка, который также выступил соавтором и продюсером альбома.

## Коммерческий прием
Дебют альбома состоялся на четвёртой позиции американского чарта «Billboard 200», продажи в первую неделю достигали средней цифры в 181 тысячу копий. Эта пластинка стала самой быстро распродаваемой пластинкой Рианны, которая также получила «платиновый» статус в США. Первые два сингла из альбома достигли Top-10 чарта Billboard Hot 100, а сингл «Rude Boy» достиг первой позиции в данном чарте и удерживал ее в течение пяти недель.
Несмотря на свой «умеренный» успех в США, альбом сумел возглавить чарты Норвегии и Швейцарии. Также альбом сумел возглавить чарт Top R&B/Hip-Hop Albums, став первым альбомом Рианны который сумел возглавить этот чарт. В Великобритании альбом сумел достигнуть девятой строчки. Также альбом сумел достигнуть топ 10 в чартах Австрии, Канады, Хорватии, Франции, Германии, Греции, Ирландии, Японии, Польши и России.

## Критический прием
| Совокупная оценка | Совокупная оценка |
| Источник          | Оценка            |
| ----------------- | ----------------- |
| AnyDecentMusic?   | 6.1/10            |
| Metacritic        | 75/100            |
| Оценки критиков   |                   |
| Источник          | Оценка            |
| Allmusic          | 4/5 stars         |
| The A.V. Club     | C+                |
| Chicago Tribune   | 3.5/4 stars       |
| The Guardian      | 3/5 stars         |
| Los Angeles Times | 4/4 stars         |
| NME               | 7/10              |
| Pitchfork Media   | 6.1/10            |
| Rolling Stone     | 4/5 stars         |
| Slant Magazine    | 4/5 stars         |
| Spin              | 5/10              |

Альбом получил в целом положительные отзывы от критиков, На сайте Metacritic, который назначает нормированный рейтинг из 100 отзывов от основных критиков, альбом получил средний балл 75, основываясь на 21 отзывах. В настоящее время это ее самый рейтинговый альбом на сайте. Эд Поттон из The Times рассматривал его как лучший альбом Рианны, а Джоди Розен, писавшая в Rolling Stone, назвала его одним из лучших поп-альбомов года .Энди Келлман из Allmusic сказал, что альбом преувеличен, но «убедителен» и убедительно выполнен Рианной, которая поет «много незабываемо воинственных песен». Грег Кот из Chicago Tribune назвал его «мощным и движущимся искусством», которое Рианна персонифицирует таким образом, что предполагает, что у нее был более творческий вклад, чем на ее предыдущих альбомах. Джон Парелес из New York Times сказал, что, хотя ее личная тема смелая, она не ставит под угрозу творчество Рианны.
Rated R был включен критиками в три топ-10 альбомов 2009 года. В конце года в списке лучших альбомов Entertainment Weekly Лиа Гринблатт назвала его лучшим поп-альбомом года. Грег кот из Chicago Tribune занял восьмое место в своем списке лучших альбомов 2009 года. Иона Вайнер из Slate поставила альбом на 10-е место в своем списке и ознаменовал Рианну как одну из «женщин, которые имеют мертвую хватку в поп-ритмике».

## Синглы
Лид-сингом из альбома стала песня «Russian Roulette», выпущенная 27 октября 2009 года. В песне Рианна проводит аналогию жизненной травмы с игрой в «Русскую рулетку». Композиция показала себя успешно в чартах, попав в десятку лучших во многих странах мира. В США песня достигла девятой строчки в Billboard hot 100, что является ее худшим показателем среди лид-синглов за всю карьеру. Вторым синглом была выпущена песня «Hard» , при участии американского рэпера Young Jeezy. Сингл стал успешным в США, достигнув там восьмой строчки, несмотря на это в мире сингл пользовался умеренным успехом. Видеоклип на песню был выпущен 22 декабря 2009 года. В клипе Рианна показана в качестве одной из военнослужащих США в стране ближнего востока. Третьим синглом из альбома была выпущена песня «Wait Your Turn». Композиция не пользовалась успехом. Сингл не сумел достигнуть топ-10 ни в одной стране мира, и даже не смог дебютировать в чарте США, став вторым синглом Рианны, после «We Ride», который не сумел дебютировать в чарте Billboard hot 100. Четвертым синглом была выпущена песня «Rude Boy», 19 февраля 2010 года и стал самым успешным синглом из альбома. Сингл достиг первого места в США и во многих странах мира, став шестым синглом Рианны, побывавшим на вершине чарта в США. Пятым и последним синглом в мире стала песня «Rockstar 101» при участии рок-гитариста Слэша. В песне Рианна называет себя крутой и независимой девушкой, сравнивая себя с рок-музыкантом. Песня написана в смешанном жанре рок-поп, причем рок партия песни сыграна Слэшем. После релиза песни многие фанаты и критики по смыслу, форме и звучанию сравнивали эту песню с песней «Hard». Композиция пользовалась умеренным успехом. Финальным синглом из альбома была выпущена песня «Te Amo», причем песня была выпущена в качестве сингла только в Европе и Южной Америке. Композиция имеет весьма сомнительный смысл: По тексту песни, Рианна оказывает сопротивление фаворитке со стороны женского пола.

## Промо и продвижение
В ноябре 2009 года Island Def Jam совместно с Nokia организовали специальный промо-концерт, который состоялся 16 ноября 2009 года в Великобритании. Рианна сняла промо-видео для мероприятия, которое проходило в Академии Брикстон в Лондоне. Она впервые исполнила песни из альбома во время мероприятия, которое было ее первым сольным концертом после инцидента с Брауном. Nokia раздала бесплатные билеты на шоу фанатам и организовала вечеринки по всему миру в день мероприятия. Музыкальный магазин Nokia в день релиза предложил улучшенную версию альбома с эксклюзивным кавер-артом, ремиксом и эксклюзивным треком под названием «Hole in My Head» с участием Джастина Тимберлейка.
В поддержку альбома, Рианна отправилась в концертный тур Last Girl on Earth, который начался в 2010 году и закончился в 2011 году, спустя полгода после релиза следующего альбома Рианны Loud.

#### Rated R: Remixed
Десять песен из Rated R были ремикшированы Нью-Йоркским ди-джеем Chew Fu и выпущены как специальный ремикс-альбом под названием Rated R: Remixed. Он был выпущен 8 мая 2010 года в Европе и 24 мая 2010 года в Соединенных Штатах. большинство ремиксов были ремастированы для включения аранжировки из жанра хаус-музыки, и включать интенсивное использование синтезаторов как часть их инструментала. Альбом достиг 158 места в американском чарте Billboard 200, а по состоянию на июль 2010 года было продано более 13 000 копий только в этой стране.

## Список композиций
| №   | Название                            | Автор(ы)                                                                                           | Продюсер(ы)                 | Длительность |
| --- | ----------------------------------- | -------------------------------------------------------------------------------------------------- | --------------------------- | ------------ |
| 1.  | «Mad House» (Intro)                 | Fenty, Makeba Riddick, Will Kennard, Saul Milton,                                                  | Chase & Status              | 1:34         |
| 2.  | «Wait Your Turn»                    | Fenty, James Fauntleroy II, Mikkel S. Eriksen, Tor Erik Hermansen, Kennard, Milton, Takura Tendayi | StarGate, Chase & Status    | 3:46         |
| 3.  | «Hard» (featuring Young Jeezy)      | Fenty, The-Dream, Christopher Stewart, Jay Jenkins                                                 | The-Dream, Tricky Stewart   | 4:10         |
| 4.  | «Stupid in Love»                    | Shaffer Smith, Eriksen, Hermansen                                                                  | StarGate, Ne-Yo             | 4:01         |
| 5.  | «Rockstar 101» (featuring Slash)    | Nash, Stewart, Fenty                                                                               | The-Dream, Tricky Stewart   | 3:58         |
| 6.  | «Russian Roulette»                  | Fenty, Ne-Yo                                                                                       | Ne-Yo, Chuck Harmony        | 3:48         |
| 7.  | «Fire Bomb»                         | Fauntleroy II, Brian Kennedy, Fenty                                                                | Brian Kennedy               | 4:17         |
| 8.  | «Rude Boy»                          | Fenty, Eriksen, Hermansen, Ester Dean, Riddick, Rob Swire                                          | StarGate, Rob Swire         | 3:43         |
| 9.  | «Photographs» (featuring will.i.am) | William Adams, Jean Baptiste, Michael McHenry, Allan Pineda, Alain Whyte                           | will.i.am                   | 4:46         |
| 10. | «G4L»                               | Fenty, Kennard, Milton, Fauntleroy II                                                              | Chase & Status              | 3:59         |
| 11. | «Te Amo»                            | Fenty, Eriksen, Hermansen, Fauntleroy II                                                           | StarGate                    | 3:28         |
| 12. | «Cold Case Love»                    | Justin Timberlake, Robin Tadross, Fauntleroy II                                                    | The Y's                     | 6:04         |
| 13. | «The Last Song»                     | Fenty, Fauntleroy II, Kennedy, Ben Harrison                                                        | Brian Kennedy, Ben Harrison | 4:16         |

| №   | Название                                        | Автор(ы)                          | Длительность |
| --- | ----------------------------------------------- | --------------------------------- | ------------ |
| 14. | «Russian Roulette (Donni Hotwheel Remix)»       | Smith Harmon                      | 3:01         |
| 15. | «Hole in My Head (featuring Justin Timberlake)» | Timberlake Rob Knox Fauntleroy II | 4:05         |

| №  | Название                                  | Автор(ы)                                                                    | Длительность |
| -- | ----------------------------------------- | --------------------------------------------------------------------------- | ------------ |
| 1. | «Wait Your Turn»                          | Fauntleroy Eriksen Hermansen Kennard Milton T. Tendayi Takura Tendayi Fenty | 3:47         |
| 2. | «Hard (featuring Young Jeezy)»            | Nash Stewart Fenty Jenkins                                                  | 4:11         |
| 3. | «Russian Roulette»                        | Smith Harmon                                                                | 3:48         |
| 4. | «Russian Roulette (Donni Hotwheel Remix)» | Smith Harmon                                                                | 3:01         |
| 5. | «Hole in My Head»                         | Robin Tadross Timberlake Fauntleroy                                         | 4:04         |

## Хронология релиза альбома
| Страна         | Дата            | Лейбл                 | Формат                  |
| -------------- | --------------- | --------------------- | ----------------------- |
| Австралия      | 20 ноября, 2009 | Def Jam Records       | CD, цифровое скачивание |
| Германия       | 20 ноября, 2009 | Def Jam Records       | CD, цифровое скачивание |
| Ирландия       | 20 ноября, 2009 | Def Jam Records       | CD, цифровое скачивание |
| Нидерланды     | 20 ноября, 2009 | Def Jam Records       | CD, цифровое скачивание |
| США            | 23 ноября, 2009 | Def Jam Records       | CD, цифровое скачивание |
| Великобритания | 23 ноября, 2009 | Mercury Records       | CD, цифровое скачивание |
| Россия         | 23 ноября, 2009 | Universal Music Group | CD, цифровое скачивание |
| Бразилия       | 24 ноября, 2009 | Universal Music Group | CD, цифровое скачивание |
| Перу           | 26 ноября, 2009 | Universal Music Group | CD, цифровое скачивание |
| Аргентина      | 26 ноября, 2009 | Universal Music Group | CD, цифровое скачивание |

## Позиции в чартах
| Чарты                                    | Место |
| ---------------------------------------- | ----- |
| Australian Albums (ARIA)                 | 12    |
| Austrian Albums (Ö3 Austria)             | 7     |
| Belgian Albums (Ultratop Flanders)       | 16    |
| Canadian Albums (Billboard)              | 5     |
| Croatian International Album Chart       | 10    |
| Czech Albums (IFPI)                      | 15    |
| Danish Albums (Hitlisten)                | 32    |
| Dutch Albums (MegaCharts)                | 18    |
| Finnish Albums (Suomen virallinen lista) | 14    |
| French Albums (SNEP)                     | 10    |
| German Albums (Offizielle Top 100)       | 4     |
| Greek Albums (IFPI)                      | 6     |
| Hungarian Albums (MAHASZ)                | 31    |
| Irish Albums (IRMA)                      | 7     |
| Italian Albums (FIMI)                    | 33    |
| Japanese Albums (Oricon)                 | 10    |
| Mexican Albums (Top 100 Mexico)          | 51    |
| New Zealand Albums (RMNZ)                | 4     |
| Norwegian Albums (VG-lista)              | 1     |
| Polish Albums (OLiS)                     | 5     |
| Russian Albums (2M)                      | 9     |
| Scottish Albums (OCC)                    | 14    |
| Spanish Albums (PROMUSICAE)              | 23    |
| Swedish Albums (Sverigetopplistan)       | 19    |
| Swiss Albums (Schweizer Hitparade)       | 1     |
| UK Albums (OCC)                          | 9     |
| US Billboard 200                         | 4     |
| US Top R&B/Hip-Hop Albums                | 1     |